# チェレンツィア
チェレンツィア（イタリア語: Cerenzia）は、イタリア共和国カラブリア州クロトーネ県にある、人口約1,100人の基礎自治体（コムーネ）。

## 地理

### 位置・広がり

#### 隣接コムーネ
隣接するコムーネは以下の通り。
- カックーリ
- カステルシラーノ